# Darracq
Pour les articles homonymes, voir Darracq (homonymie).

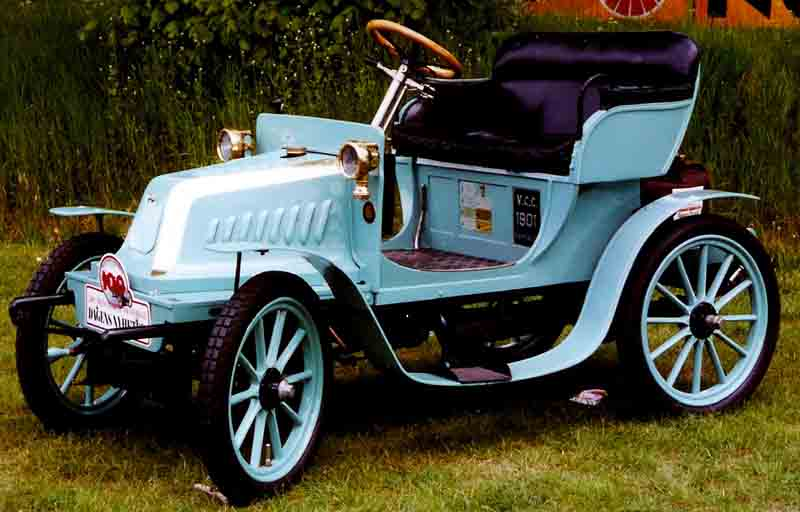
Darracq 6,5 HP de 1901.

Les automobiles Perpère-Darracq S.A. sont créées en 1897 à Suresnes par Raoul Perpère et Alexandre Darracq. L’appellation devient Talbot-Darracq en 1920 puis Talbot à partir de 1922.

## Histoire

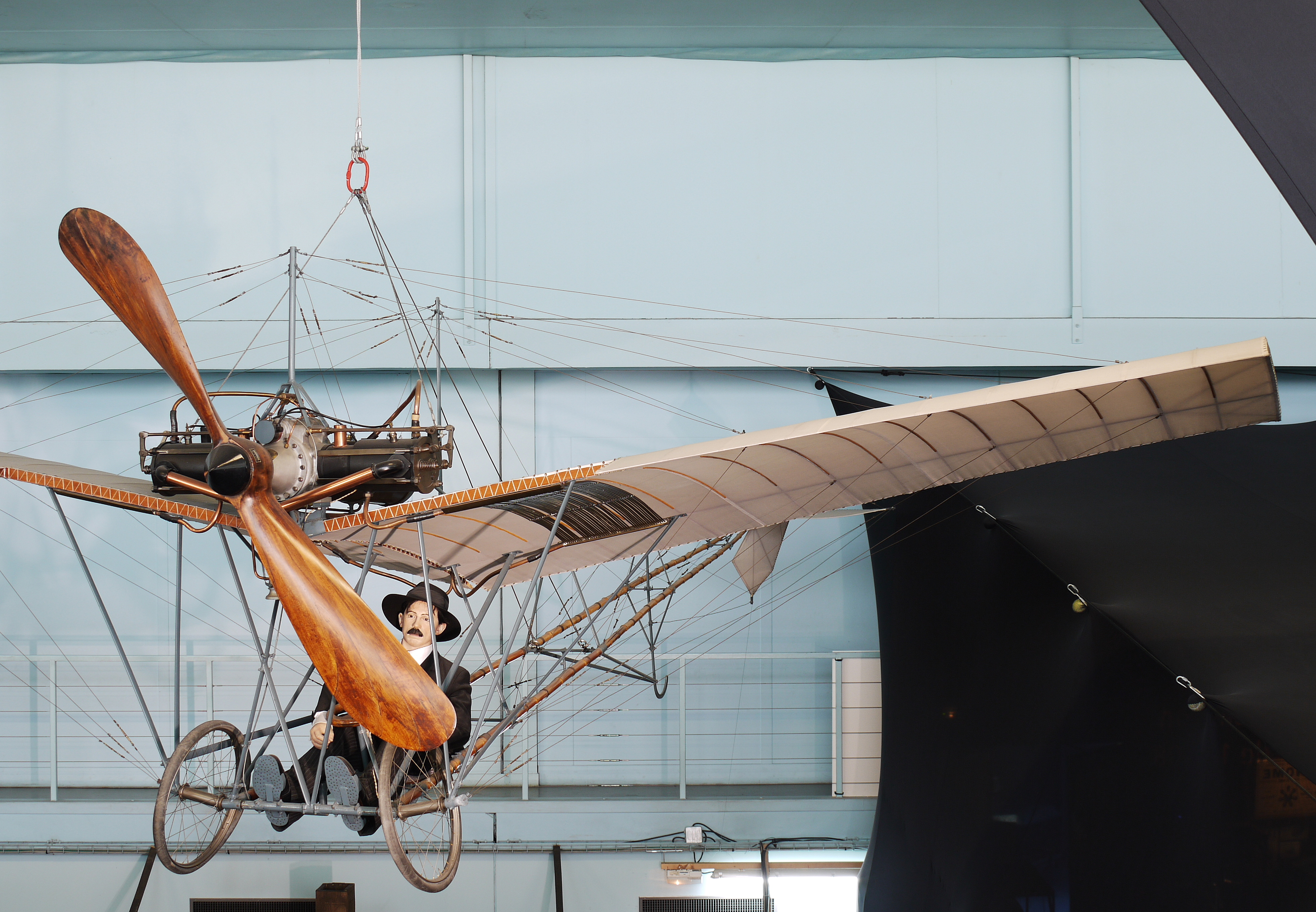
Demoiselle no 21 de Santos-Dumont à moteur Darracq flat-twin de 30 ch refroidi par eau (1909) au musée de l'Air et de l'Espace du Bourget.

Après avoir fabriqué des bicyclettes sous la marque Gladiator à partir de 1891, le financier français Alexandre Darracq se tourne vers la construction automobile. Les Britanniques, leaders dans le domaine des bicyclettes, lui font une offre de rachat si séduisante que Darracq vend la société en 1896. Le tricycle électrique Darracq-Gladiator performe en 1897 en parcourant 10 km en 9 min 45.
Lui et Raoul Perpère fondent une marque à leurs noms en 1897, les automobiles Perpère-Darracq, à Suresnes. Ils font construire une vaste usine, 33 quai de Suresnes, dans le but avoué de fabriquer des voitures sous le nom de Perfecta. En effet, au tournant du XXe siècle, dans un contexte d'industrialisation, de nombreuses usines sont érigées le long des berges de la Seine de la banlieue ouest-parisienne, jouant de la proximité avec la capitale et d'aménités géographiques particulières (transport par voie fluviale). 
Le premier modèle est un coupé à traction électrique qui atteint 15 km/h avec une trop faible autonomie de quatre heures. Darracq se tourne alors vers le pétrole et commence la production de tricycles et quadricycles à moteur De Dion de 1 HP 3/4. Mais la voiturette monocylindrique de 4 HP ou le nouveau tricycle monocylindrique de 640 cm3 sous licence Léon Bollée sont des échecs.
En 1901, Perpère-Darracq présentent une automobile entièrement conçue et construite par son entreprise, un runabout qui, grâce à l'utilisation de tôle d'acier emboutie, peut être vendue à un prix compétitif : la « Darracq 6,5 HP » (HorsePower) Type C, équipée d'un monocylindre de 785 cm3, monté à l'avant et propulsé par un arbre de transmission à double cardan. Ce modèle fait décoller enfin les ventes.
Une première voiturette de course est développée en 1901, avec un moteur bicylindre (120X120) de 12 HP. Engagée dans 52 épreuves de plus ou moins grande importance, elle s’illustre 47 fois. Quatrième de sa catégorie dans la course Paris-Berlin, victoire de Henry Farman au Grand Prix de Pau puis au meeting de Nice, victoire de Gabriel au kilomètre lancé à Ostende. Elles préfigurent une longue série de modèles « ultra-légers », dont le rapport poids-puissance sera déterminant face aux voitures de plus grosses cylindrées.
L'usine sort, début 1902, une voiture légère de 9 HP, le type F. Toujours animée par un moteur monocylindrique vertical, elle possède un allumage électrique et surtout un régulateur automatique d’admission des gaz qui réduit au maximum la consommation d’essence. Cette même année, une nouvelle voiture de course voit le jour, la première quatre cylindres maison qui, comme son aînée, connaîtra les joies des podiums. Notamment grâce aux pilotes Marcellin, Hémery et Barras, ce dernier s’imposant sur les routes du redoutable Circuit de Nord.
Les victoires confortent la renommée et l’intérêt porté à la marque (donc les finances) qui franchit un palier important en proposant, seulement deux années après sa création, un catalogue copieusement garni. Aux tricycles, quadricycles Perfecta et aux deux modèles précédents, s’ajoutent en effet cinq nouvelles voitures de puissance différentes. Une 8 HP monocylindrique, une 9 et une 12 HP deux cylindres, une 20 HP et une grosse 24 HP de quatre cylindres chacune. Respectivement référencés type L, K, H, J et JJ, ces modèles sont tous dotés d’un allumage par batterie et bobine, de soupapes d’admission automatique, d’un graisseur mécanique, d’une boite à trois rapports avec commande sous le volant et, fait nouveau pour la marque, peuvent être livrés carrossés ou en châssis nu.
Sur les neuf voitures Darracq engagées pour la course Paris-Madrid de 1903, sept parviennent à rallier Bordeaux, Barras terminant second de la catégorie voiture légère et Wagner troisième de la catégorie voiturette. Une 5e place de Beconnais au Circuit des Ardennes, Barras s’octroie la première place dans la catégorie voiture légère et Wagner la première également dans la catégorie voiturette.
En 1903, l'entreprise acquiert la licence de fabrication du moteur « Léon Bollée 5 Ch » avec changement de vitesses à colonne, qui équipera toutes les automobiles de la société jusqu'à fin 1910.
Dès 1904, la société Perpère-Darracq produit 10 % de la production automobile française et, en 1910, elle devient la troisième productrice nationale après Renault et Peugeot.
Alexandre Darracq s’intéresse à la Coupe automobile Gordon Bennett de 1904 se déroulant en Allemagne. Une imposante voiture 100 HP (type MM) est étudiée : quatre cylindres, 11,259 cm3 de cylindrée, soupapes placées dans des culasses en T. Trois exemplaires se présentent pour les éliminatoires français. Aucun ne terminera. De même pour les six autres exemplaires, trois allemands, trois anglais engagés dans leurs éliminatoires respectifs. L’échec est cependant vite effacé à la Targa Florio, l’une des 100 HP engagée s’adjugeant la 4e place après avoir battu le record de vitesse pure, à 168,188 km/h.
Trois Darracq 8,5 HP participent aux éliminatoires français de la Coupe automobile Gordon Bennett sur le circuit d'Auvergne en juin 1905 (pilotées par Victor Hémery, Louis Wagner et De la Touloubre). Ces voitures sont les plus légères de la compétition, grâce à l'absence de différentiel.

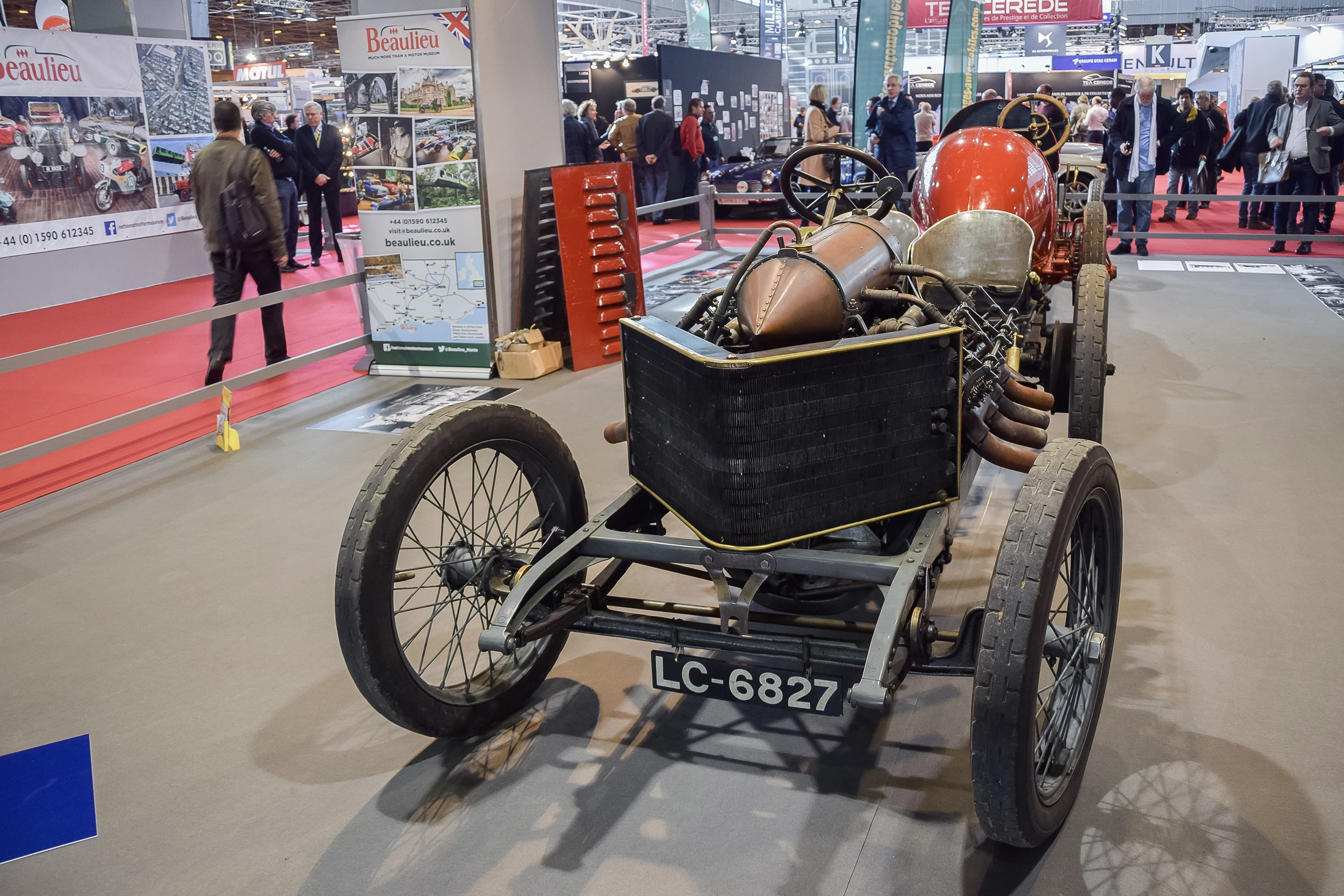
Darracq 200hp.

Pour battre des records, Darracq construit un moteur plus gros constitué de deux blocs de quatre cylindres culbutés en provenance de la type MM, alésage 140 mm et course de 170 mm. L’angle d’assemblage du V8 est a 90° à soupapes en tête, l’allumage se fait par Magneto Nieuport et deux carburateurs Darracq. La voiture de 200 CV à 1 200 t/min est prête en décembre 1905, la vitesse atteinte est de 109,65 mi/h (176,464 km/h) entre Salon et Arles.
La participation à des compétitions et tentatives de record à but publicitaire parmi lesquels deux records absolus de vitesse réussis en 1904 et 1905 ainsi que la double victoire lors de la coupe Vanderbilt aux États-Unis en 1905 et 1906, apporteront une grande renommée à l'entreprise (également victorieuse du Melbourne-Sydney en 1905) qui, peu après, connaîtra une forte expansion en s'associant à des constructeurs tels Talbot au Royaume-Uni, Opel en Allemagne, Alfa Romeo en Italie, ou la société Vitoria au pays basque espagnol.
En 1906, une filiale est créée à Naples (Italie), sous le nom de Società Italiana Automobili Darracq et ce afin de contourner les droits de douane.
La crise de 1909 met un frein à la production et la société « Automobiles Darracq S.A. » est vendue en 1913 à la filiale anglaise A.Darracq & Co Ltd, qui poursuivra son développement en rachetant les sociétés Talbot et Sunbeam, pour devenir le Groupe « Sunbeam-Talbot-Darracq » en 1920.

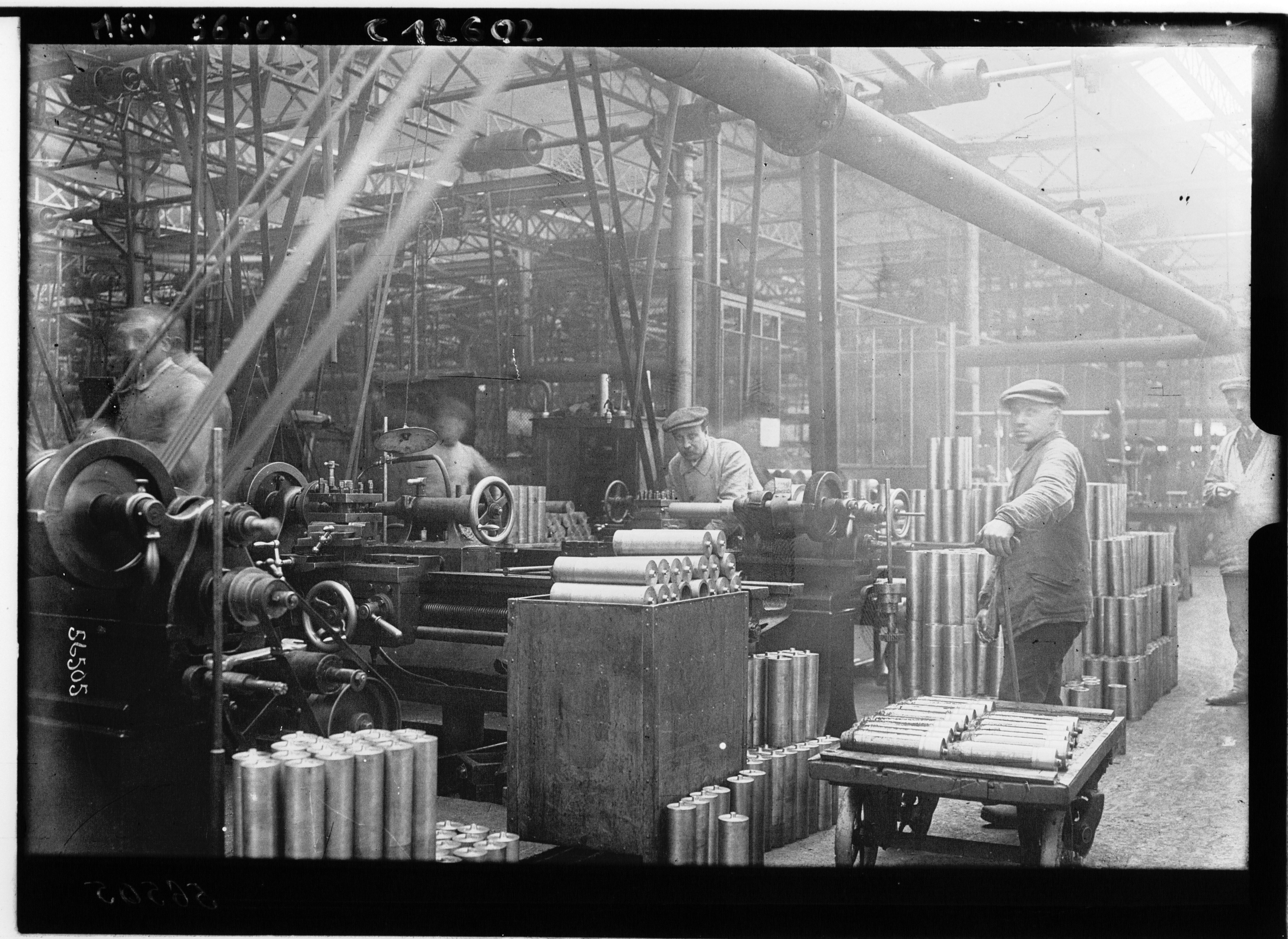
Fabrication d'obus à l'usine Darracq de Suresnes.

Durant la Première Guerre mondiale, l'usine Darracq de Suresnes, sise quai Gallieni, est mobilisée pour fabriquer des armes, des moteurs et des avions.
- 1919

10 CV, moteur quatre cylindres 2 297 cm3 (75 mm alésage 130 mm course)
20 CV, moteur huit cylindres en V 4 594 cm3 (75 mm alésage, 130 mm course)
En 1935, Sunbeam-Talbot-Darracq est rachetée par le groupe Rootes ; la branche française de Talbot est vendue séparément à Anthony Lago, devenant Talbot-Lago. Darracq cesse d'être une marque distincte, devenant une déclinaison de Sunbeam.

## Darracq Italie
En 1906 est créée la Société Italienne des Automobiles Darracq et son siège est basé à Naples, afin de contourner les droits de douane. Les travaux pour la construction des ateliers débutent immédiatement pour monter des automobiles avec des composants en provenance de France. On y produit des petites bi-cylindres 8-10 HP.
En 1907, Naples étant finalement jugée trop éloignée de la France, Darracq déplace l'usine au Nord dans la zone de Portello à la périphérie de Milan pour ne pas pénaliser le projet. Dans cette toute nouvelle usine, il produit des 4 cylindres 14-16 HP de 15 ch.
Les ventes sont très réduites et la production avance péniblement. En 1909, la société est mise en liquidation. Elle est vendue à un groupe industriel lombard, qui change la raison sociale en société Anonyma Lombarda de Fabbrica di Automobili, autrement dit ALFA, qui deviendra Alfa Romeo en 1918, après que Nicola Romeo soit entré dans le capital comme gestionnaire de la société.

## Anecdotes

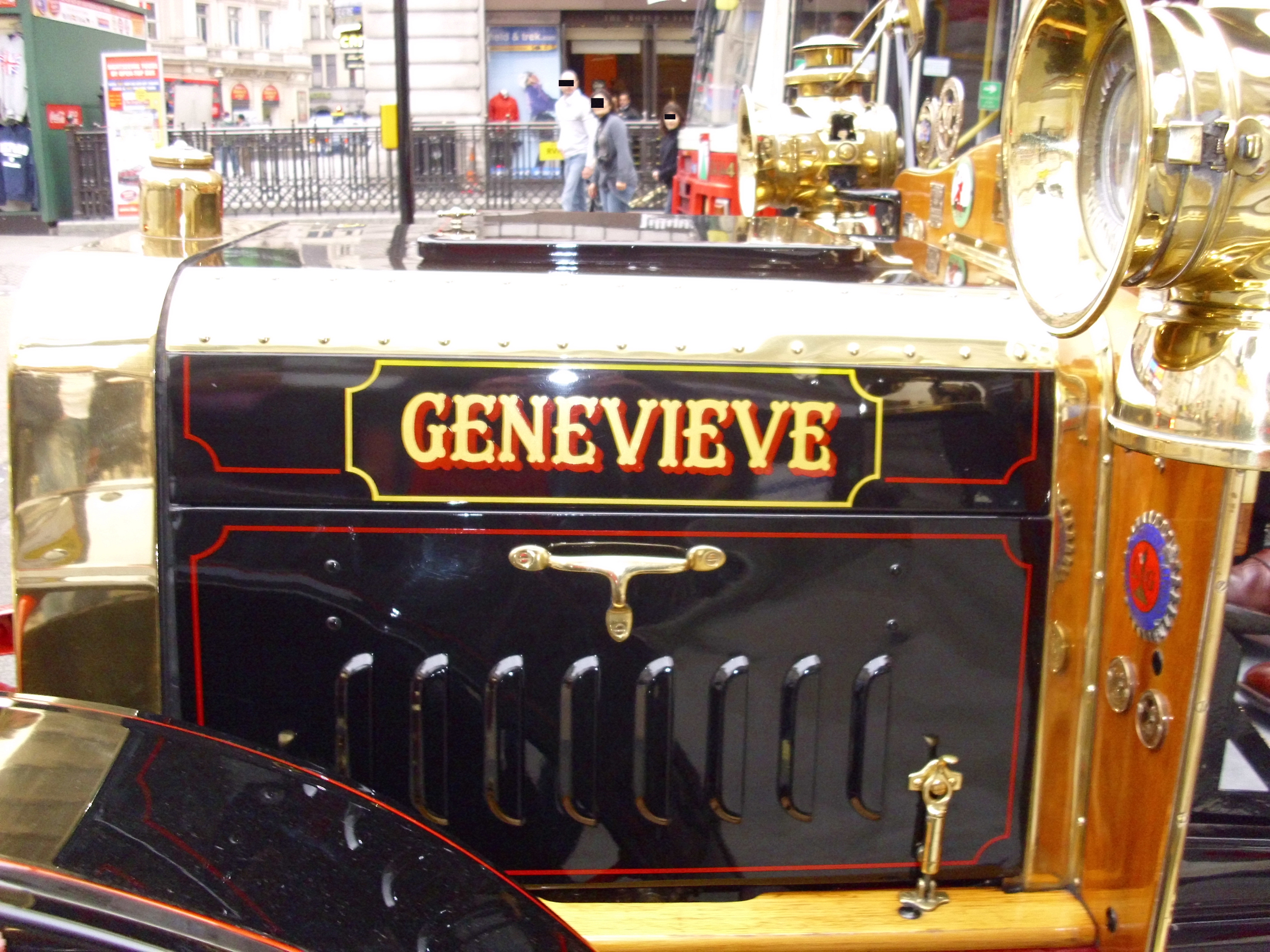
La Darracq du film Geneviève est exposée au Musée Louwman, de La Haye.

Geneviève lors du London-to-Brighton, en 2010.

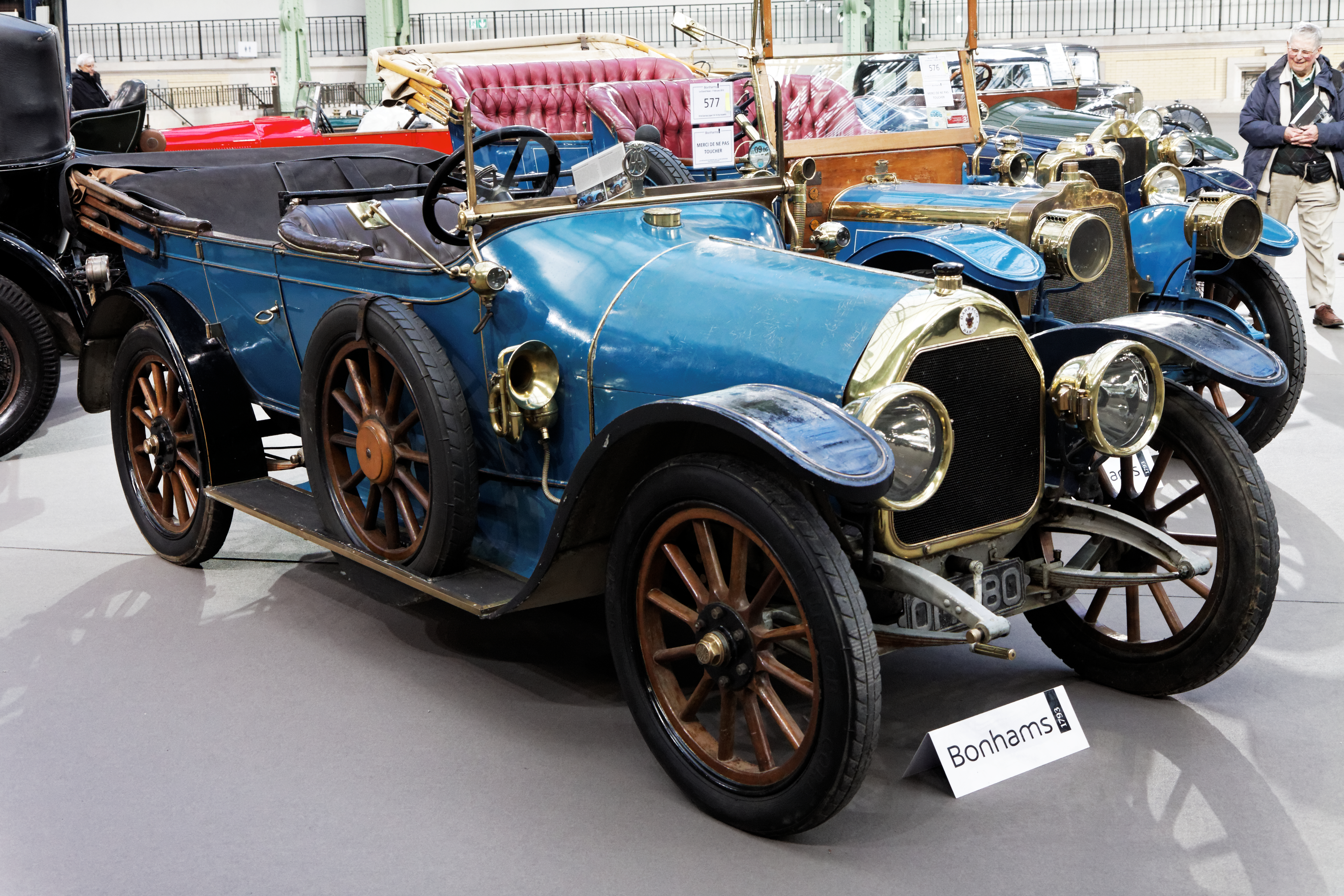
La Darracq type V14 16 HP torpédo de 1914.

L'entreprise remporte la première course organisée à Cuba, en 1903.
Arrivé en France comme coureur cycliste, le Suisse Louis Chevrolet fut un des contremaîtres qui travailla à la fabrication des voitures Darracq en 1899 à Suresnes. Il y acquiert les connaissances techniques qui lui permettent de se faire embaucher chez De Dion-Bouton puis chez Buick à New York à partir de 1900. Après sa rencontre avec William Crapo Durant, propriétaire de Buick et cofondateur de General Motors, il s’associe avec lui et crée la marque Chevrolet en 1911. À la suite d'incessants désaccords sur la direction à donner à la marque, les trois frères Chevrolet revendent en 1913 à Durant, pour 10 000 dollars américains les cent actions de l'entreprise Chevrolet qu'ils avaient reçues en échange de l'usage du nom Chevrolet, que Durant a désormais le droit d'utiliser en exclusivité. Ils créent la Frontenac Motor Corporation destinée à la compétition, Louis et son frère Gaston étant surtout pilotes automobile. Gaston remporte les 500 miles d'Indianapolis 1920 avec une Frontenac mais meurt dans un accident de course fin 1920. Après la crise de 1929, de retour chez Chevrolet en tant que simple mécanicien dans les usines de Détroit, Louis est affaibli par plusieurs attaques cérébrales et décède dans la misère en 1941. 
Adam Opel se lance dans l’industrie au milieu du XIXe siècle avec la fabrication de machines à coudre. Ensuite, l’entreprise Opel se met à construire des cycles puis des motocyclettes. Adam Opel meurt des suites de la fièvre typhoïde en 1895. En 1899, Fritz (Friedrich) Opel et son frère Wilhelm rachètent une usine de production puis désirent se lancer dans l’automobile. Ce sont des Darracq sous licence qui seront les premières voitures de la marque en 1901.
Darracq fut la première marque automobile à développer un système de pièces de rechange pour ses voitures. Ces pièces n'avaient pas la précision de fabrication d'aujourd'hui et il était souvent nécessaire d'utiliser un marteau. D'où le terme darracq pour le désigner.
En 1953, le film Geneviève met en scène une Darracq 1904, lors d'une course de Londres à Brighton.
En 2013, pour leur 100e épisode, les animateurs de l'émission britannique Wheeler Dealers : Occasions à saisir restaurent une Darracq de 1903 et participent à la Course de voitures anciennes Londres-Brighton organisée par le Royal Automobile Club (RAC).
En 1907, 65 Darracq furent exportées aux États-Unis et figurèrent ainsi parmi les premiers taxis new-yorkais.
Alexandre Darracq produisait des automobiles mais n’en a jamais conduit et refusait de se faire transporter à bord. Après la vente de sa société en 1912, il se retire sur la Côte d'Azur, où il décède en 1931.

## Galerie

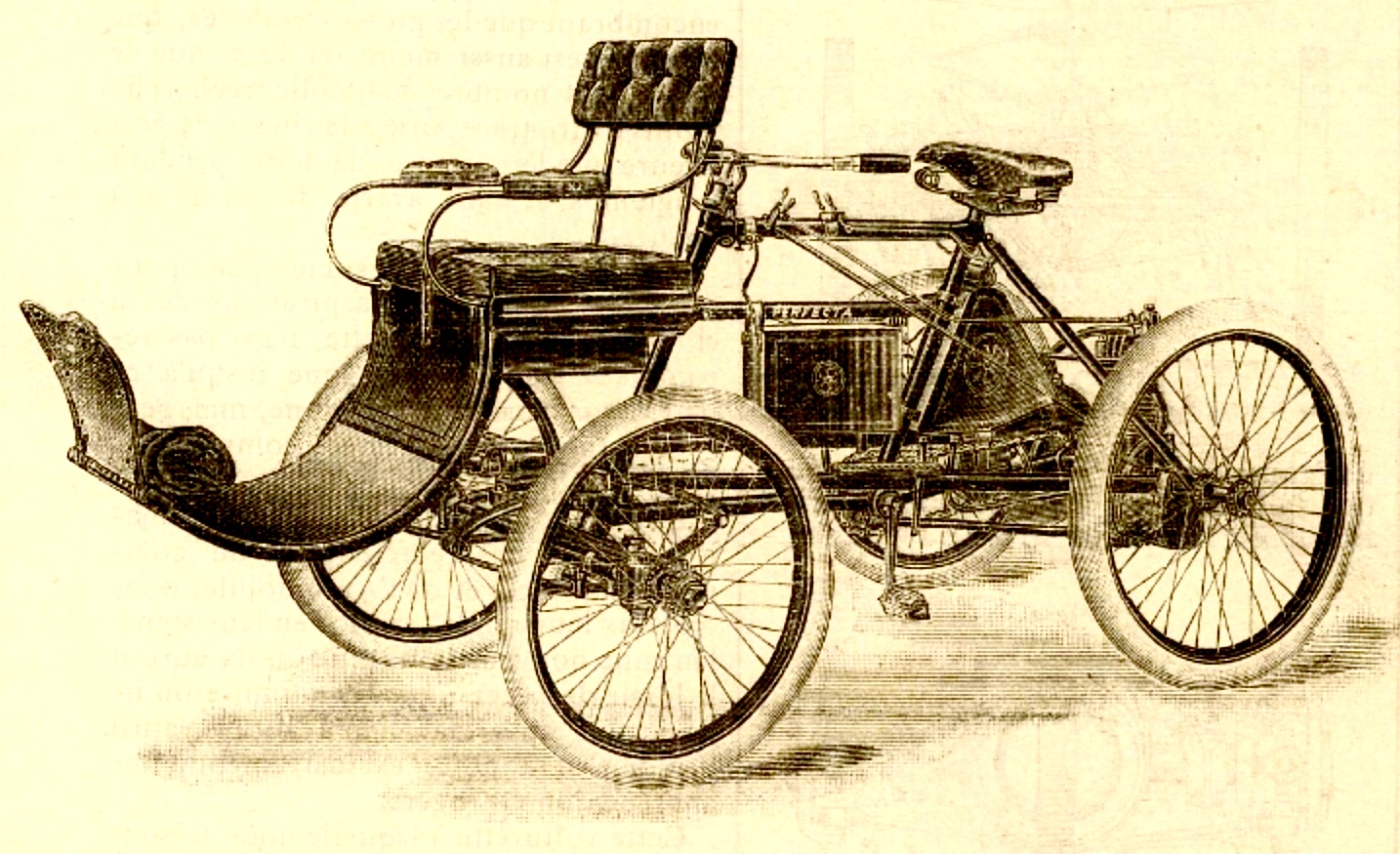
Darracq Perfecta (1900)[12].
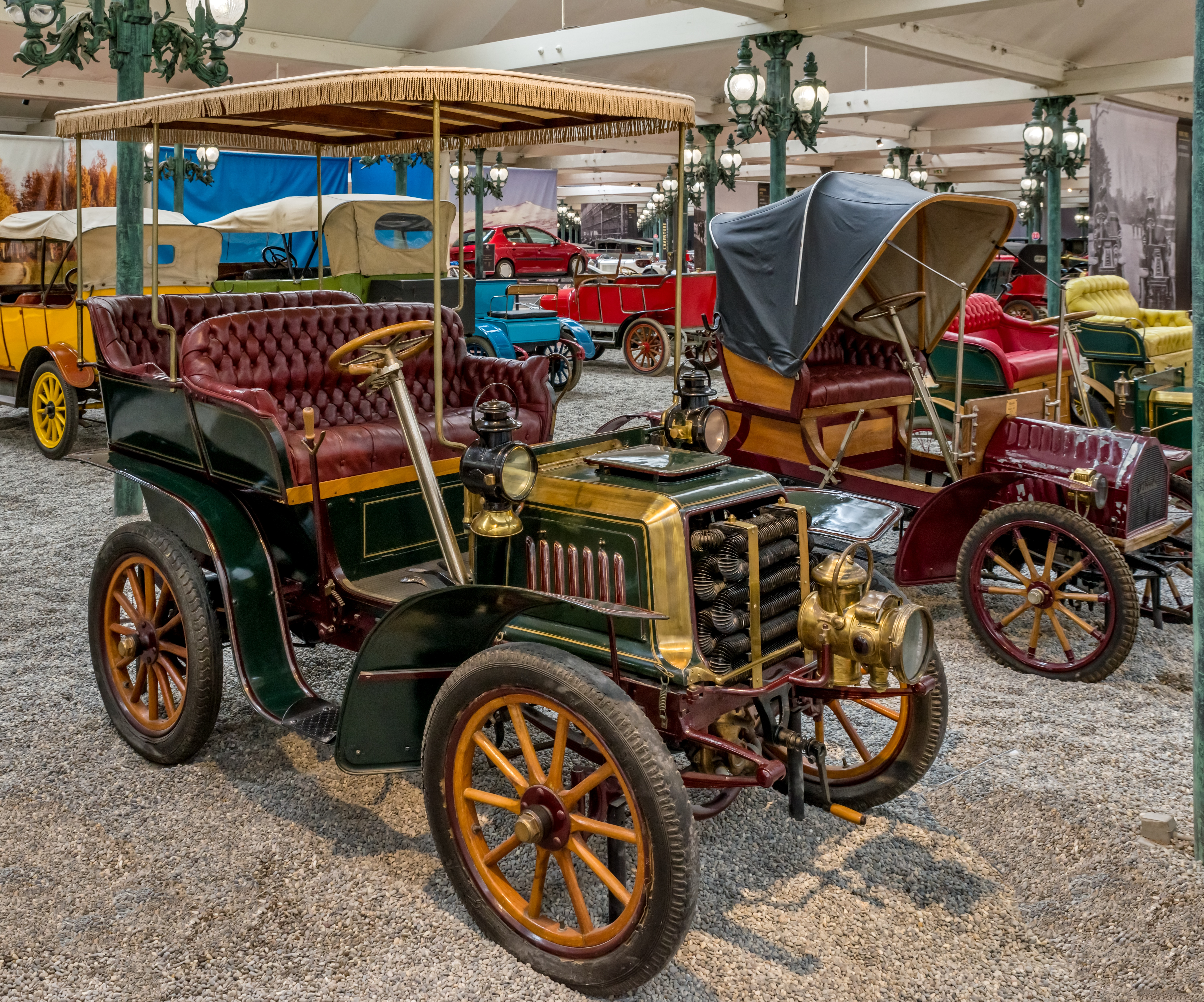
Darracq Type C tonneau (1901).
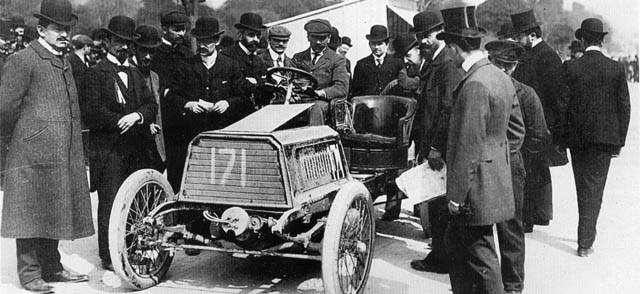
Paris-Madrid 1903 - Darracq 40hp de Henri Béconnais[13].
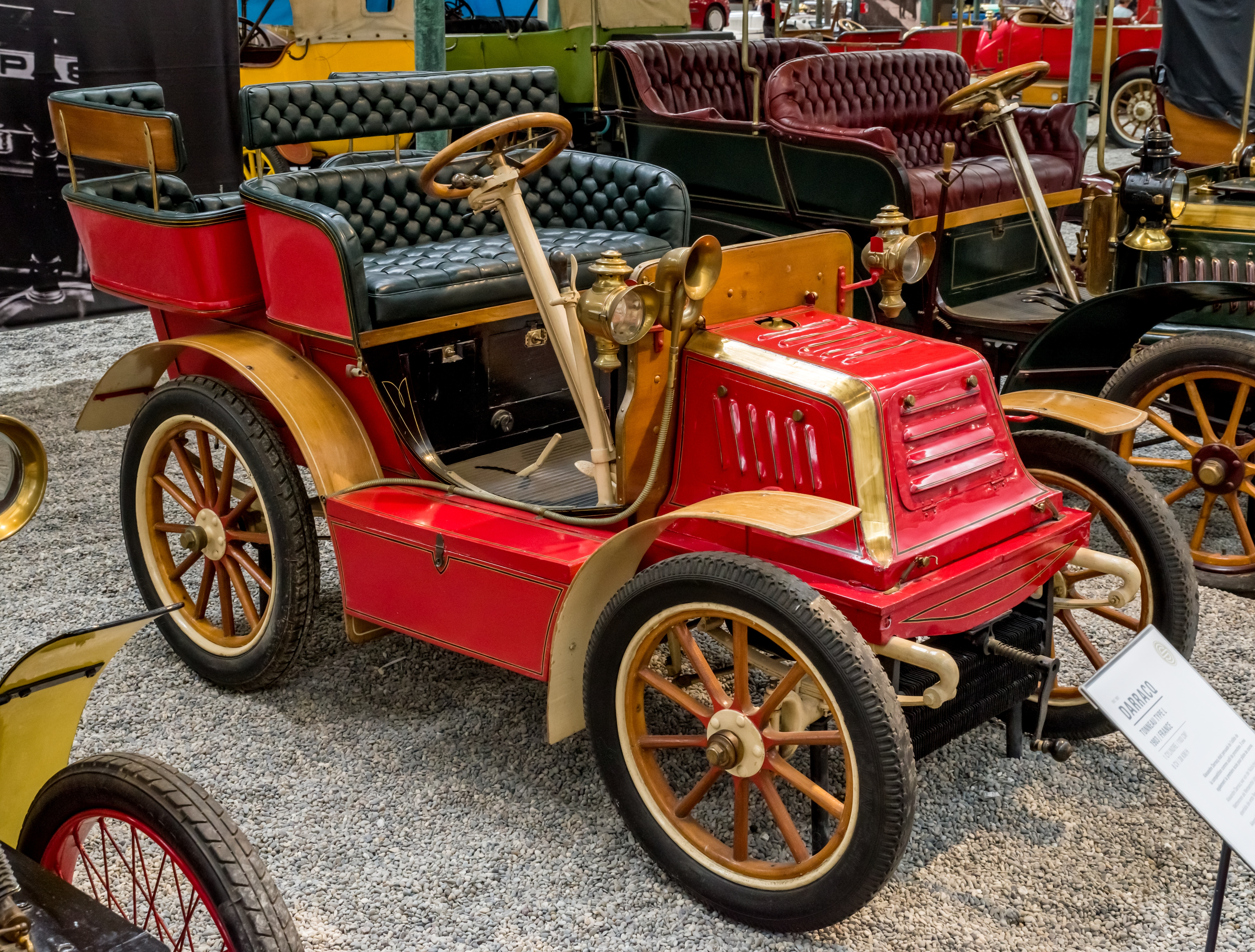
Darracq Type L Tonneau (1903).
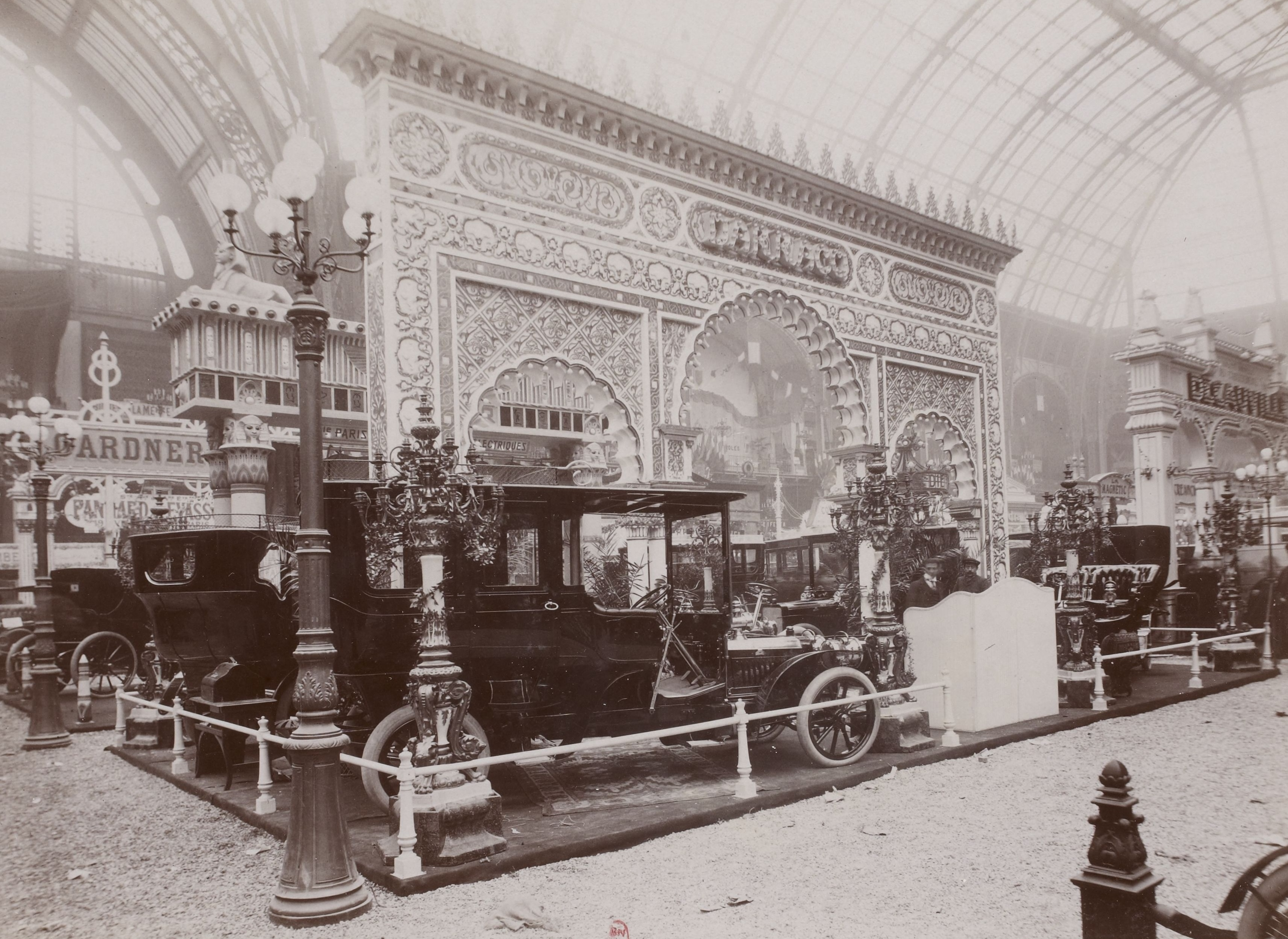
Stand Darracq au salon de l'Automobile 1904.
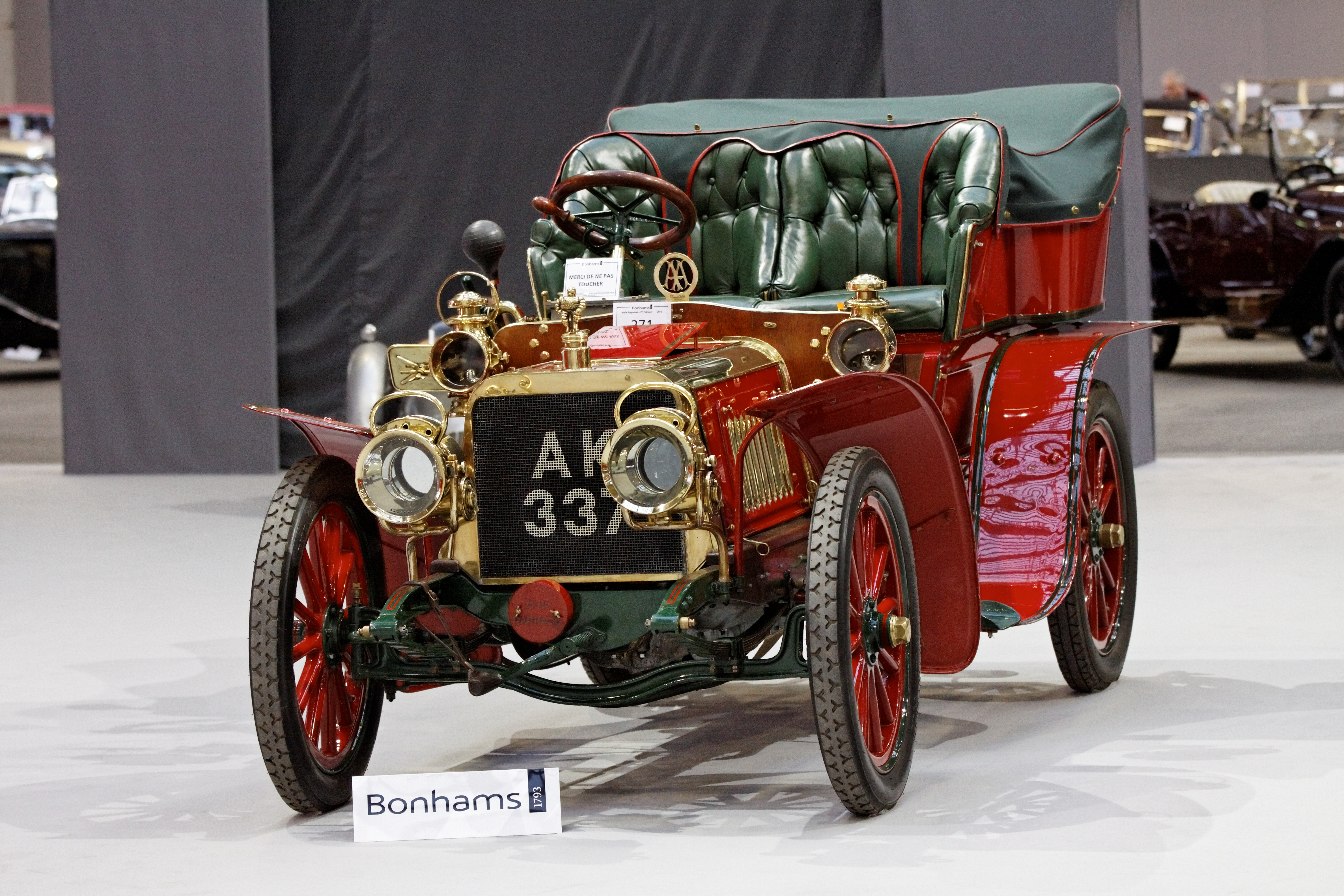
Darracq Flying Fifteen Rear Entrance Tonneau 1905.
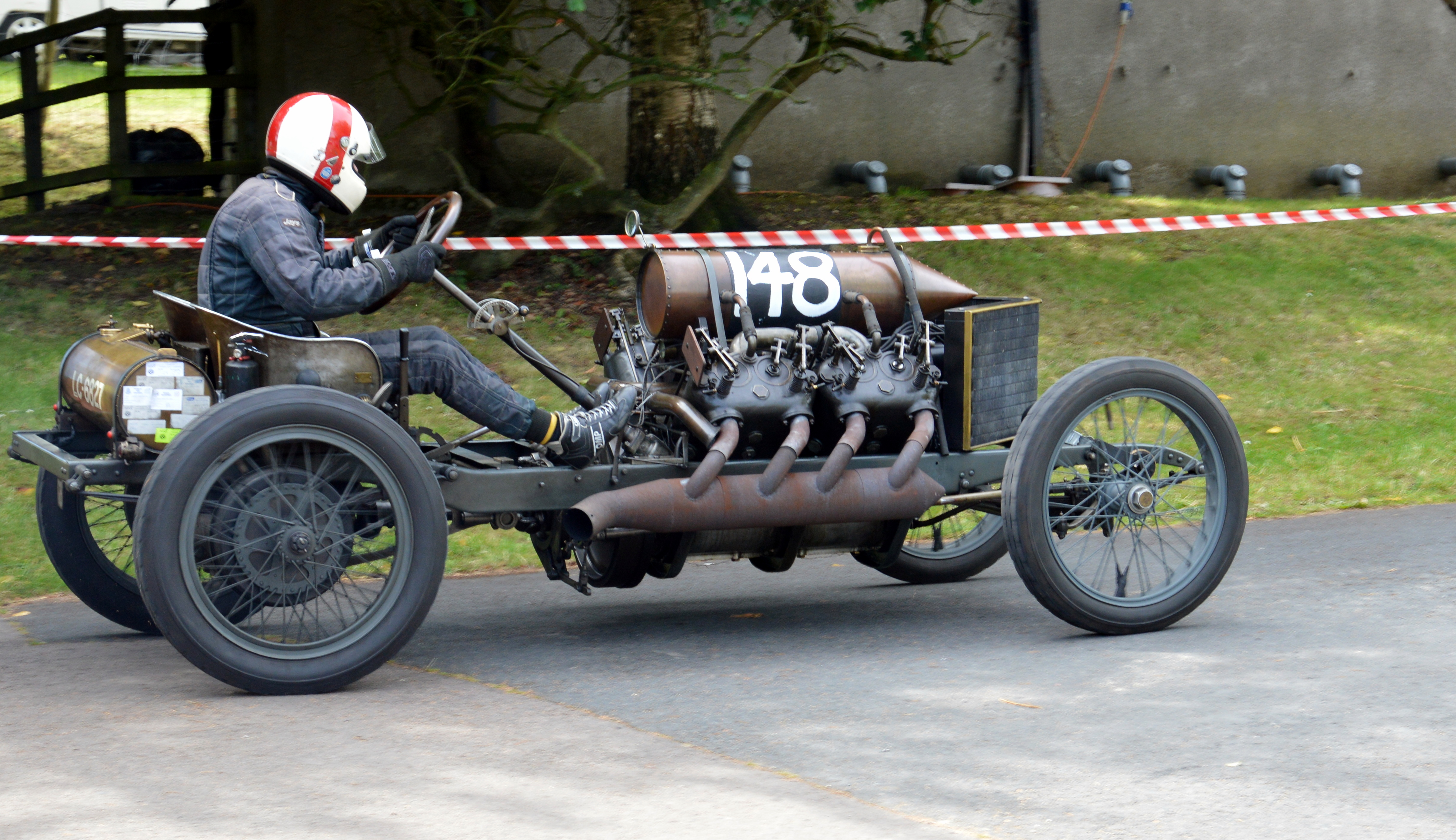
Darracq 200hp de 1905 (Algernon Lee Guinness battit officieusement le record du monde de vitesse avec ce type de véhicule en 1906).
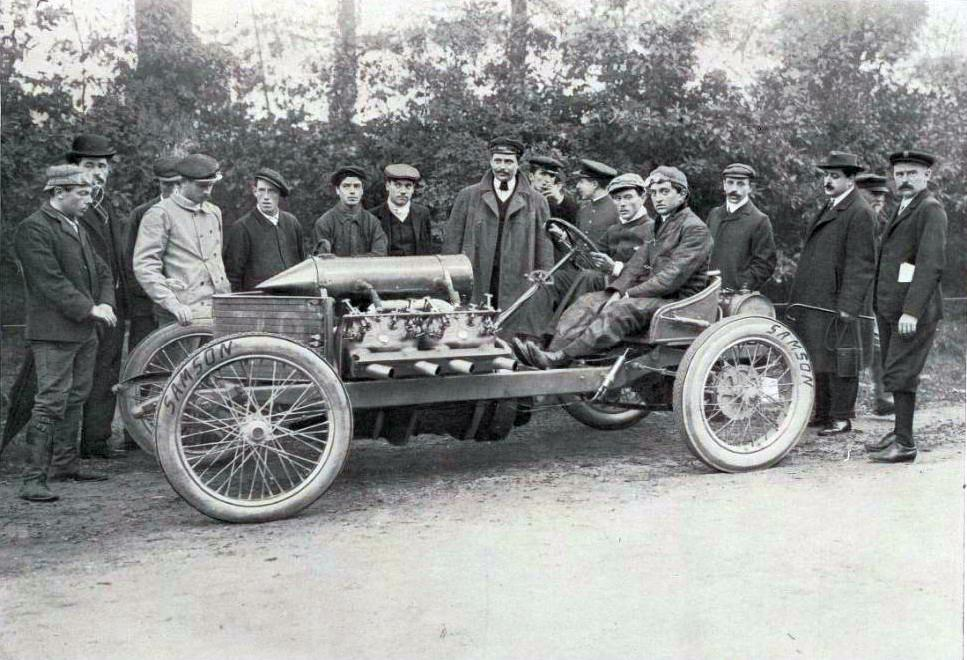
Algernon Lee Guinness sur la Darracq 200HP en 1906 (victoires à Dourdan, Gaillon, et Origny Sainte-Benoite).

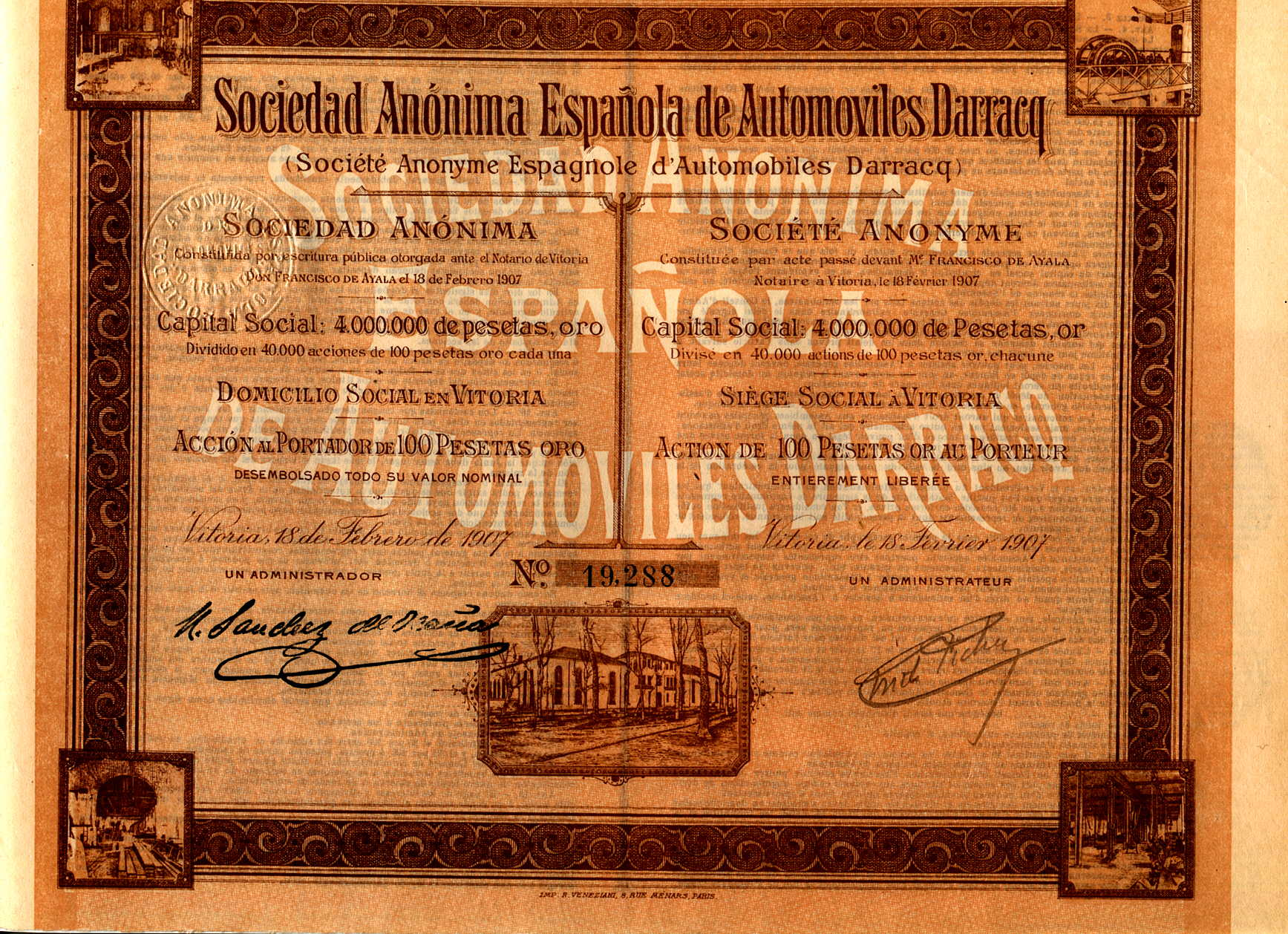
Certificat de capitalisation en Espagne (1907).
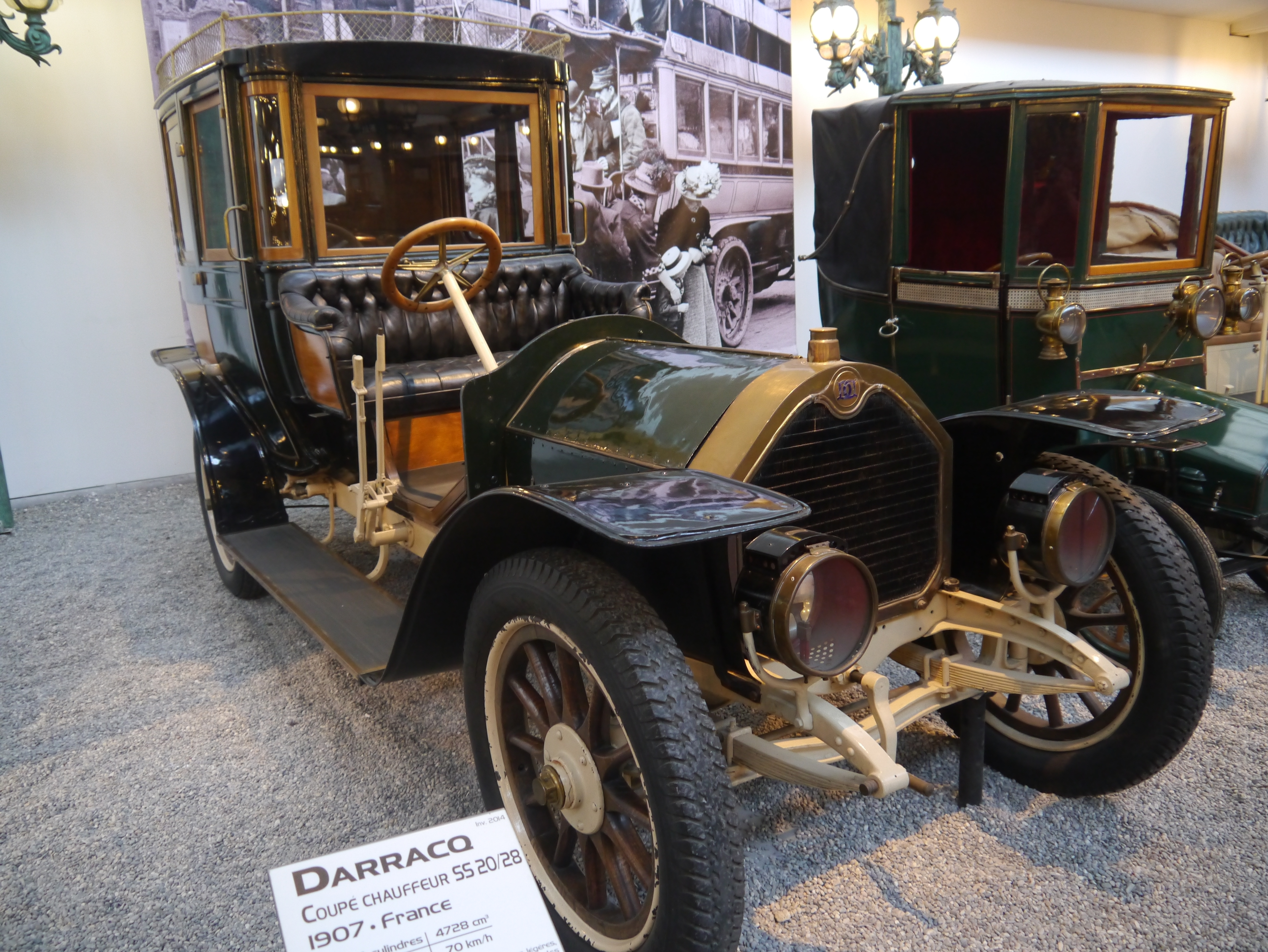
Darracq coupé chauffeur SS 20/28 1907.
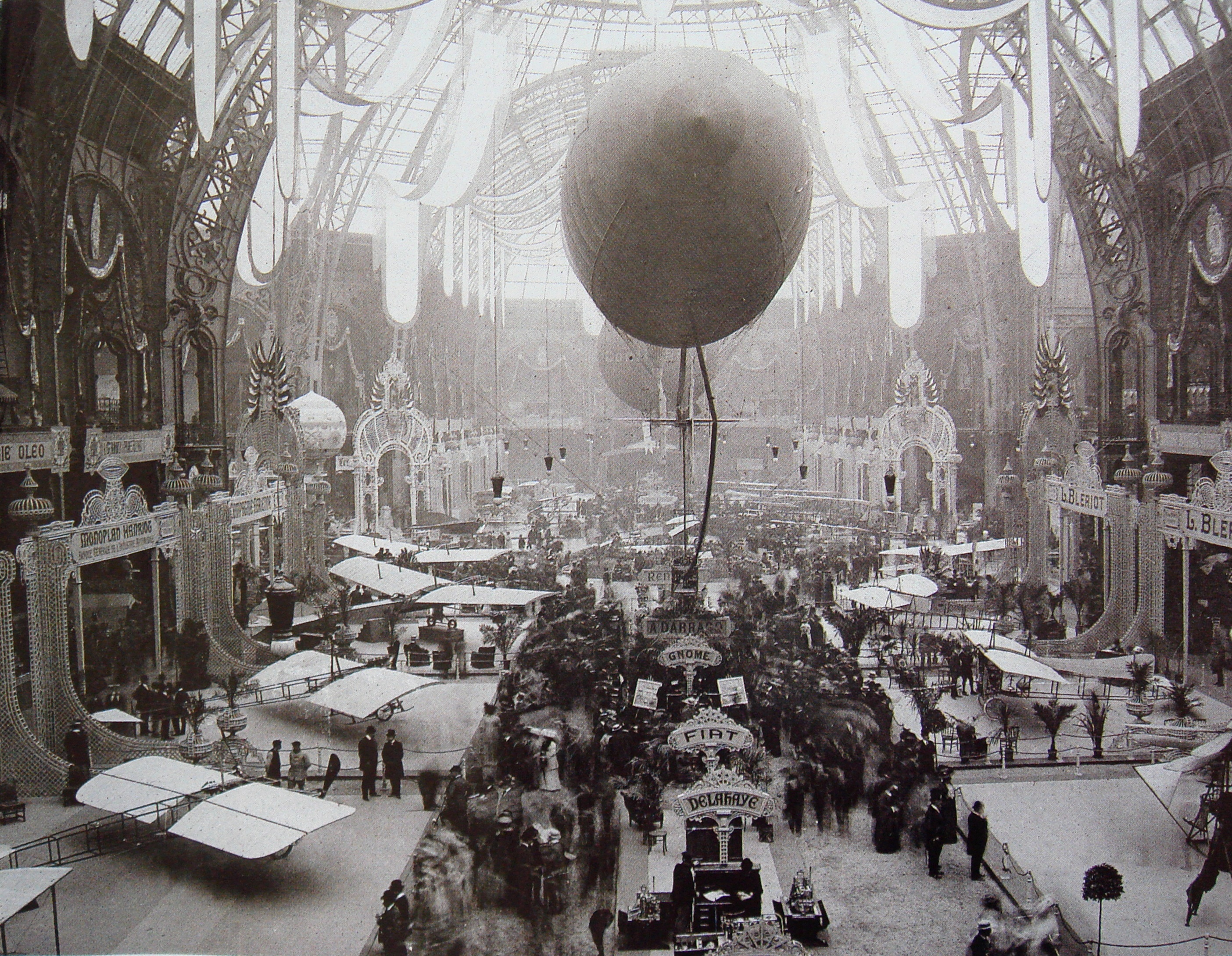
Salon de la Locomotion Aérienne au Grand Palais de Paris en 1909: Darracq est au centre de l'exposition.
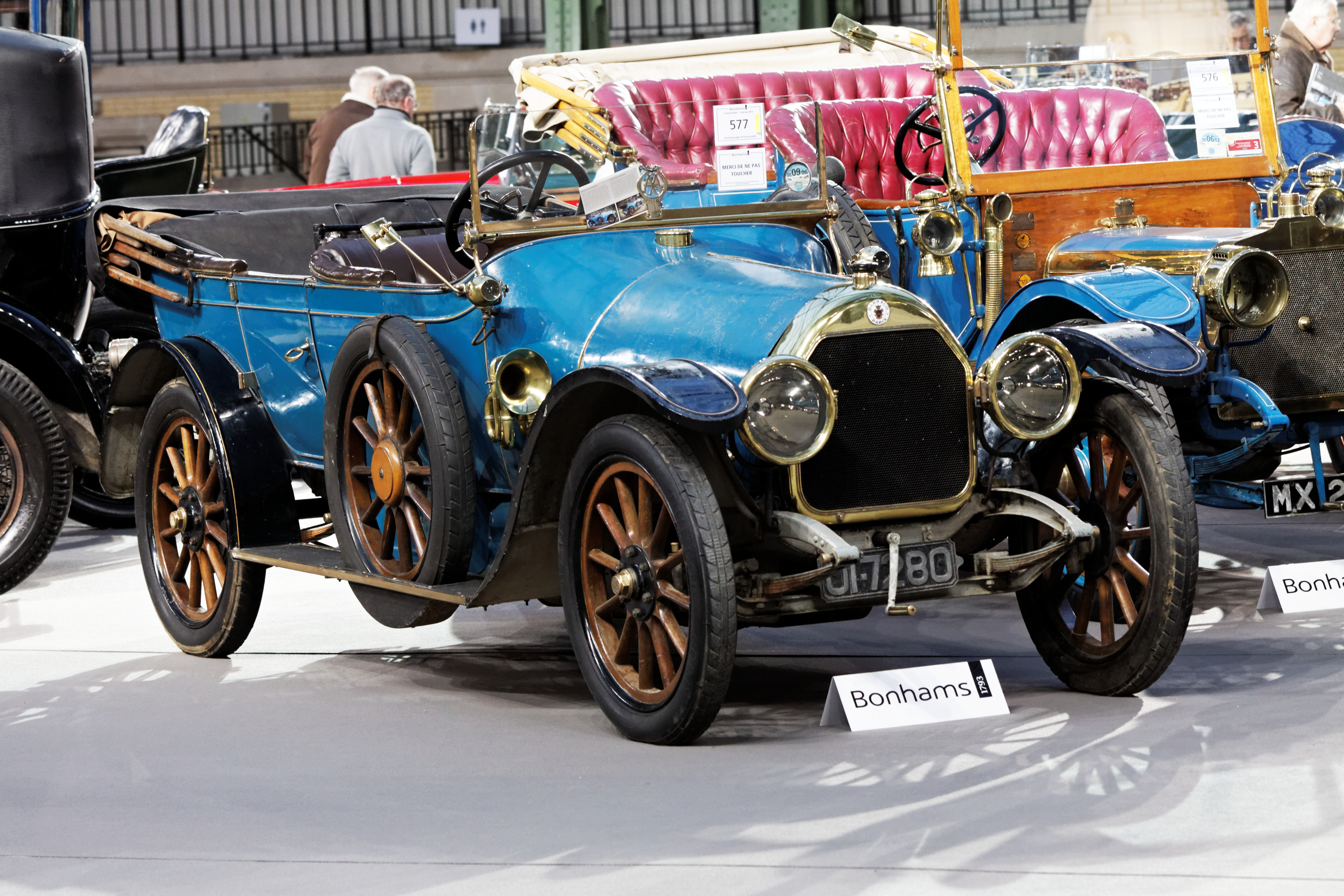
Darracq type V14 16 HP torpédo - 1914.
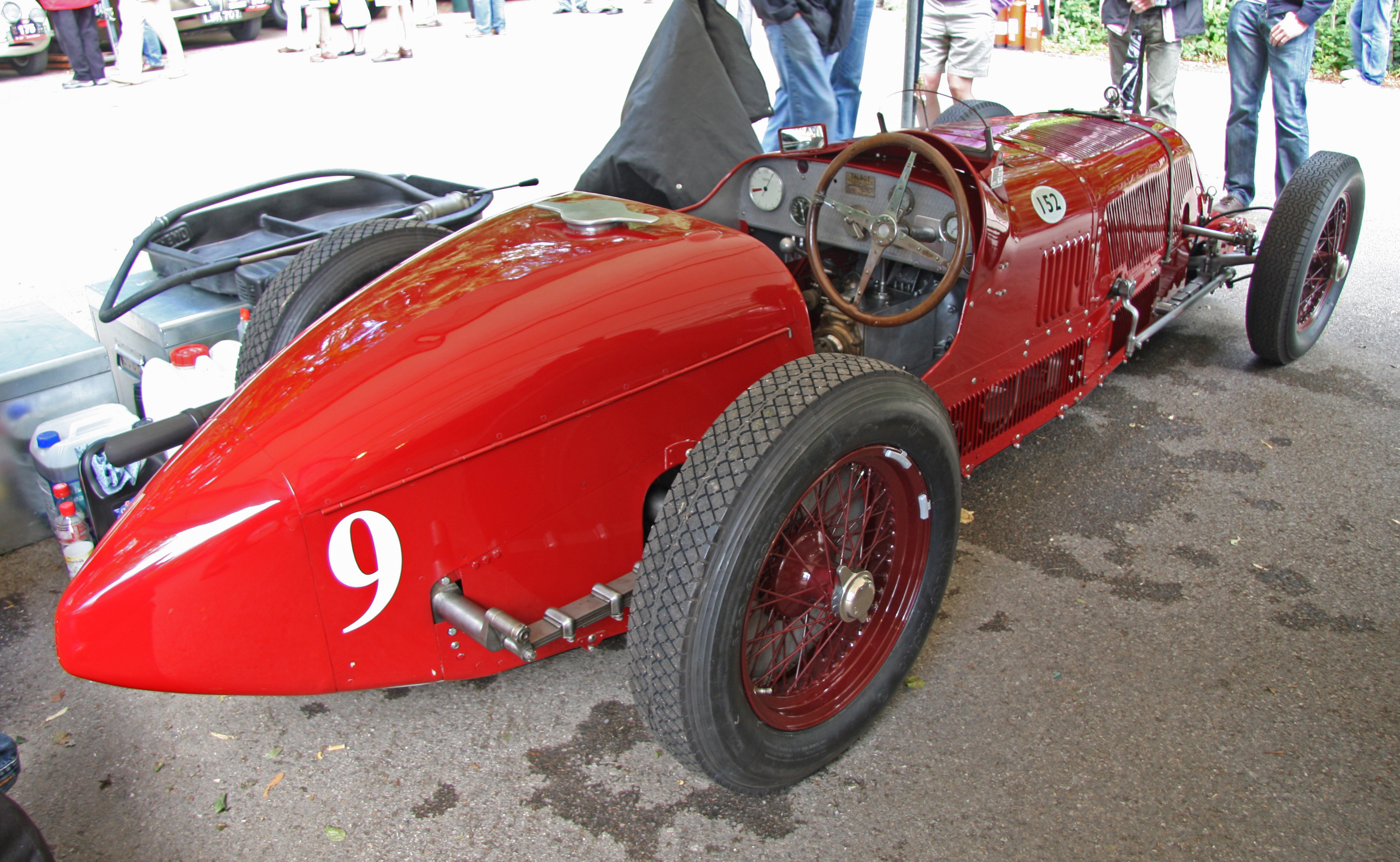
Talbot-Darracq de Grand Prix 1927.
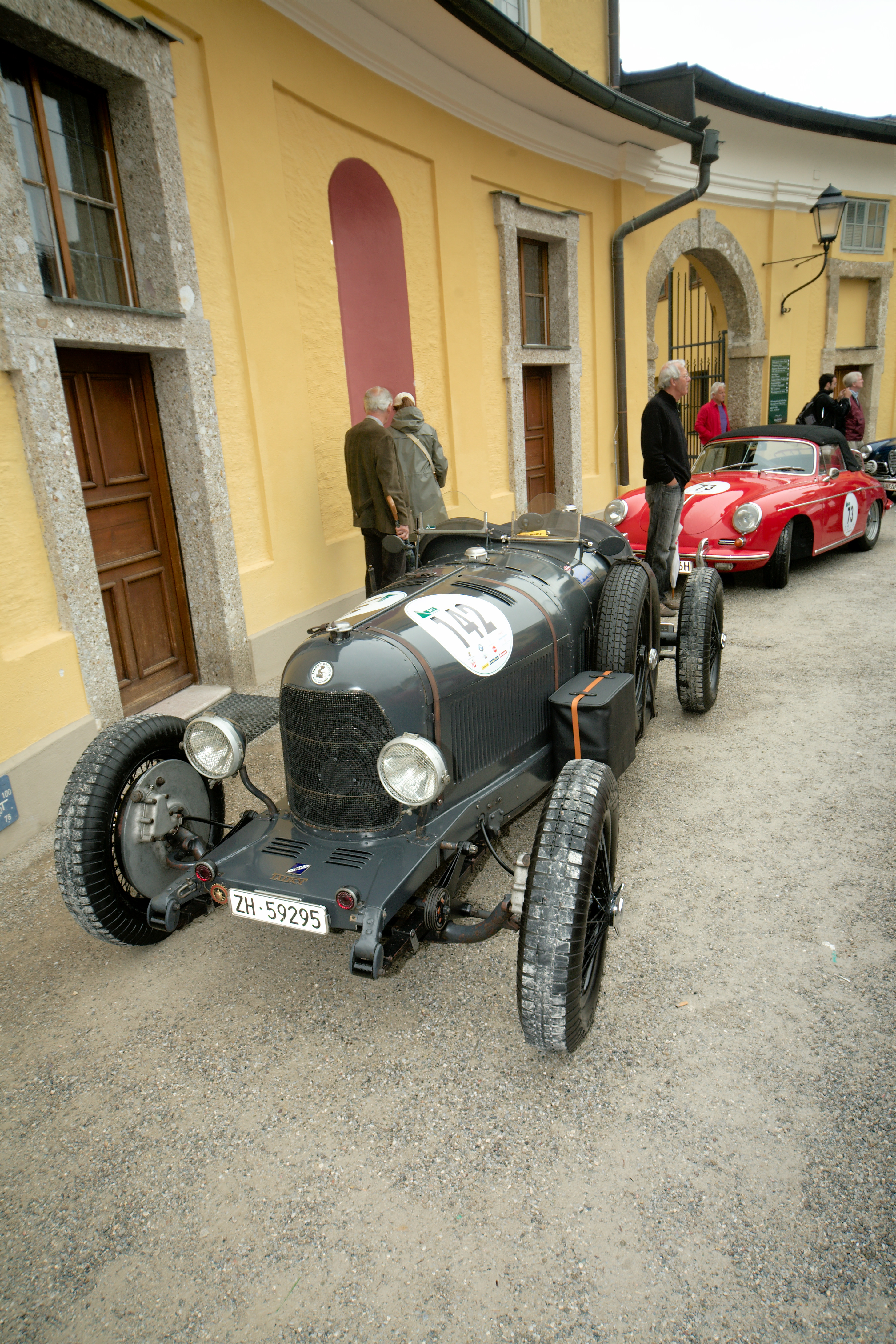
Talbot Darracq 1932.
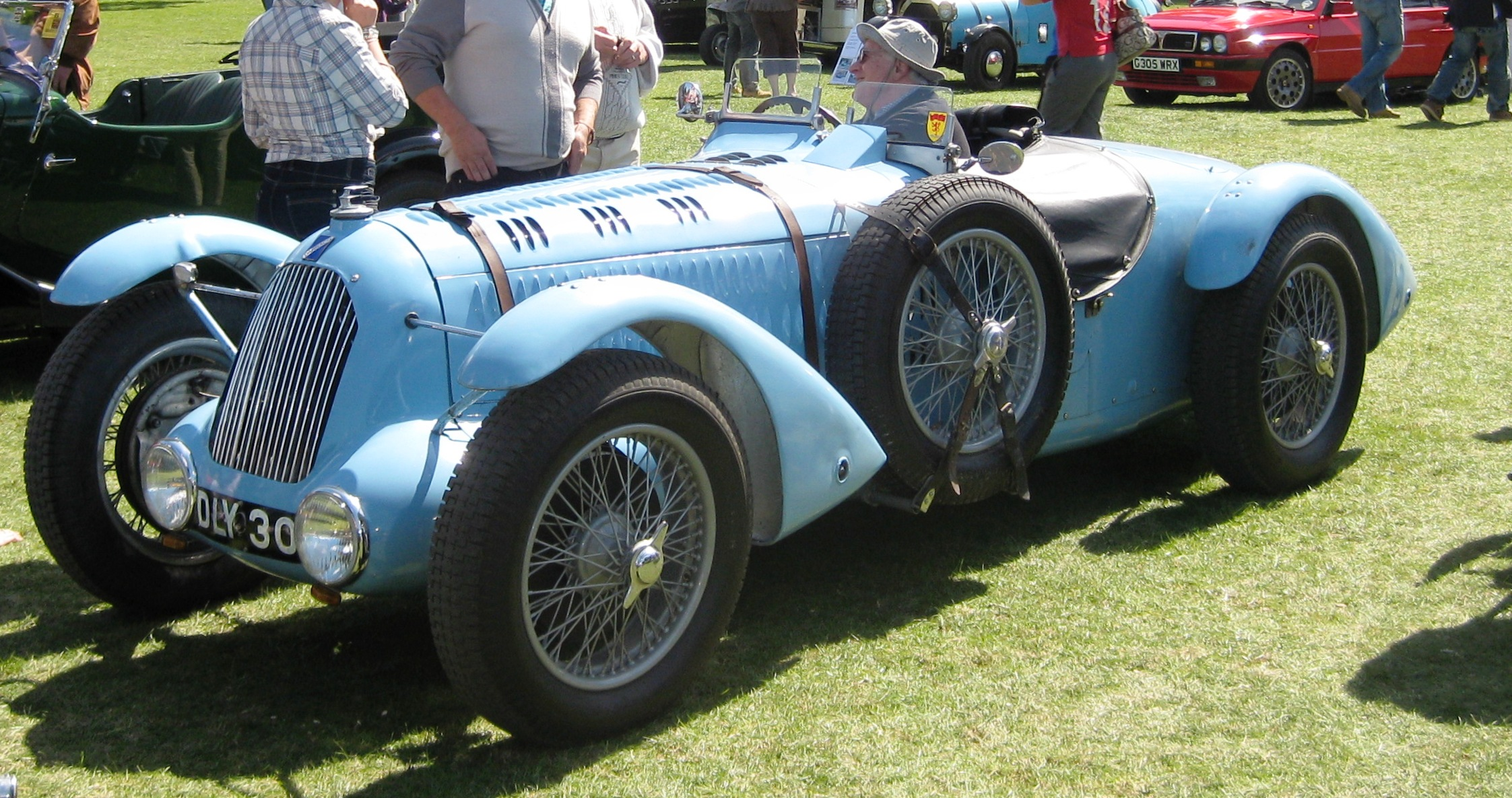
Talbot-Darracq T150C 1936 à Woburn.

## Palmarès sportif

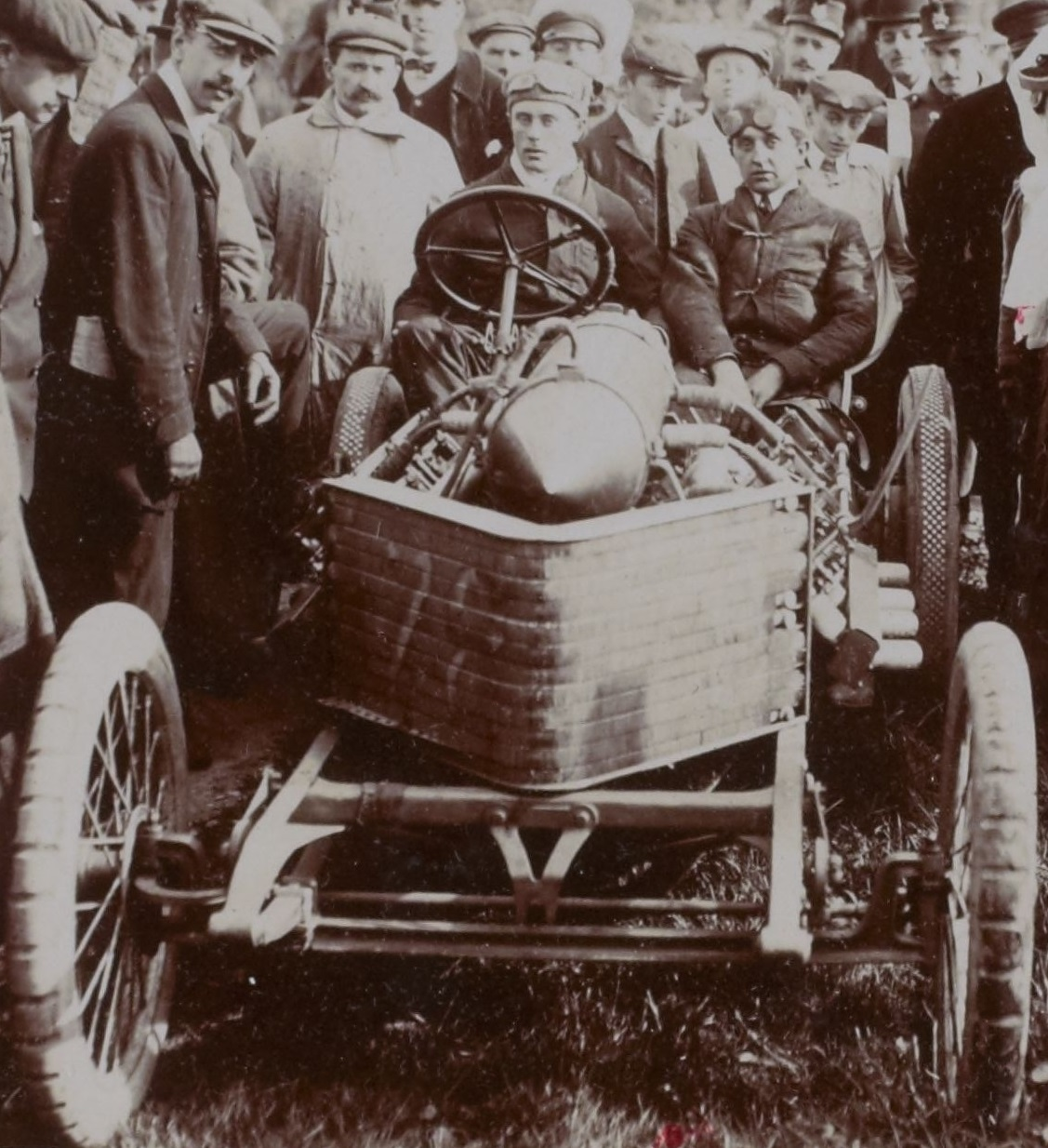
Algernon Lee Guinness, vainqueur sur Darracq de la côte de Gaillon 1906.

- Course de côte d'Exelberg 1900 (Louis Gasté, à Vienne)[14];
- Course de côte de Laffrey 1902 (Armand) ;
- Course de côte de Königstuhl 1902 (Fritz von Opel, à Heidelberg) ;
- Course de côte de Vigo 1903 (H. O. Hall, à Wrotham-Gravesend) ;
- USA 1903 avec Jules Sincholle en tournée de fin juillet à début septembre sur 40 hp:
10 miles de Yonkers, Empire City, NY., 10 miles handicap de Glenville Driving Track, Cleveland, OH.,
ainsi qu'un 15 miles et un 5 miles organisés à Grosse Point, MI. cette dernière course devant Barney Oldfield[15];
- Course de côte d'Houllens 1904 (Henri Béconnais) ;
- Course de côte de Gaillon 1904 (Paul Baras) ;
- Course de côte de Detling Hill 1904 (H. O. Hall) ;
- Course de côte de Kirkfield Bank 1904 (J. R. Richmond, à Lanark) ;
- Course de côte de Hedley Wood Bank 1904 (F. Turvey, à Weldon Bridge) ;
- Course de Bahrenfeld 1904 (Victor Hémery sur Opel-Darracq) ;
- Course de côte de Norton Summit 1904 (E. Rymill, Australie) ;
- Course de côte de Doullens 1905 (Louis Wagner, ou Coupe de Caters) ;
- Course de côte de Chenée 1905 (Hémery) ;
- Course de côte de Thiers des Crichtons -"Crickions"- 1905 (Wagner, Liège)
- Course de côte de Kirkfield Bank 1905 (Hugh Kennedy, à Lanark) ;
- Kilomètre de Dourdan 1904 (Baras, le 3 octobre) ;
- Record de vitesse terrestre 1904 (Baras, le 13 novembre) ;
- Record du kilomètre lancé 1905 (13 novembre, Baras) ;
- Sydney-Melbourne 1905 (H.L. Stevens) ;
- Circuit des Ardennes 1905 (Hémery) ;
- Coupe Vanderbilt 1905 (Hémery) ;
- Course de côte de Norton Summit 1905 (E. Rymill, Australie) ;
- Course de côte du Mont Lombert 1906 (Franchomme, à Boulogne-sur-Mer - 2 épreuves) ;
- Course de côte du Mont Lombert 1906 (Wagner, à Boulogne - 1 épreuve) ;
- Kilomètre de Dourdan 1906 (Algernon Lee Guinness) ;
- Course de côte de Gaillon 1906 (Algernon Lee Guinness, et Demogeot victoire de classe) ;
- Course de côte d'Origny-Sainte Benoîte 1906 (Guinness, à Saint-Quentin) ;
- Course de côte de Dead Horse Hill 1906 (A.L. Campbell, à Worcester (Massachusetts)) ;
- Course de côte de Worcester 1906 (A.L. Campbell, État de New York) ;
- Couronne d'Or de vitesse 1906 (Victor Demogeot, au Florida Speed Carnival) ;
- Course cubaine 1906 (Demogeot) ;
- Coupe Vanderbilt 1906 (Wagner) ;
- Course de côte de Norton Summit 1906 (E. Rymill, Australie) ;
- Course de côte du Calvaire 1908 (Rawlinson, à Trouville-sur-Mer) ;
- Course de côte de Médéa 1909 (Métrot, à Alger) ;
- Course de côte de Preiner Gscheid 1913 (Eduard Schlosser, près de Vienne) ;
- Course de côte de Prebichl 1913 (Eduard Schlosser, près de Vienne).

## Cinéma
- Geneviève, un film de 1953, mettant en scène une Darracq de 1904 dans le cadre de la Course de voitures anciennes Londres-Brighton.

## Audiovisuel
- (fr) Wheeler Dealers France "Spécial Darracq", pour la centième de l'émission en 2013 (et participation à la course annuelle "vétérans" London to Brighton, sur une Darracq Type L de 1903).